# Petr Ginz

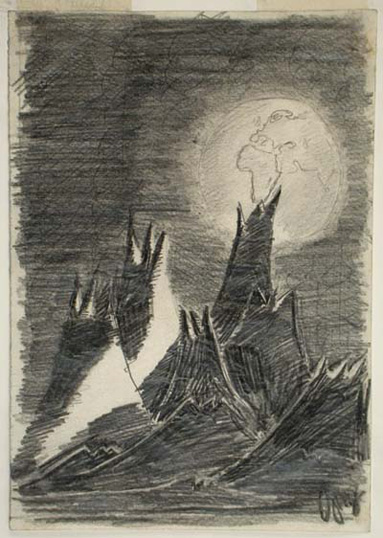
La Terra vista des de la Lluna, de Petr Ginz

Petr Ginz (Praga, 1 de febrer de 1928 - Auschwitz, 1944) va ser un jove esperantista txec d'origen jueu. Va fer un dibuix de la Terra vista des de la Lluna que va esdevenir símbol internacional de l'Holocaust.
Era fill d'Ota Ginz i de Marie Ginzová, coneguts esperantistes. El pare de Petr era jueu, però no la seva mare. Era un noi amb gran talent, autor des de nen de diverses novel·les. Així, entre els 8 i els 14 anys va escriure Des de Praga a la Xina, El mag de les muntanyes d'Altai, La volta al món en un segon i Una visita de la Prehistòria. Només la darrera ha pogut sobreviure fins avui. Totes elles estan escrites amb una forta influència de l'estil de Jules Verne. També era bon dibuixant i il·lustrava ell mateix els seus texts. Quan va començar la persecució contra els jueus a Praga va començar a redactar un diari, que només recentment s'ha descobert i publicat. Està publicat en català, castellà, anglès, txec i esperanto. Té moltes similituds amb el diari d'Anna Frank.
Va ser deportat al camp de Terezín (Theresienstadt). Allà va organitzar i dirigir la redacció d'una revista clandestina per a joves, Vedem. Va seguir escrivint, com per exemple un diccionari txec-esperanto o La Rambla a través de Terezin, un text amb entrevistes i observacions sobre les persones, edificis i fins i tot el crematori del camp. La revista Vedem va ser publicada tots els divendres durant dos anys.
S'han conservat també alguns dibuixos realitzats per Petr. La reproducció d'un d'ells, una visió amb influències de Jules Verne, va ser portat pel primer astronauta israelià Ilan Ramon durant la seva travessia al transbordador espacial Columbia, en el viatge que li va causar la mort l'1 de febrer de 2003. Aquesta imatge s'ha fet molt famosa i s'ha usat en diferents segells i cartells. El dia que el transbordador va explotar Petr Ginz hagués complert 75 anys.
El dibuix de Petr Ginz i la seva història han inspirat diferents peces d'art, com la variació de la pintura del paisatge de la Lluna per Roberto Pérez-Franco. El 2005 es va batejar l'asteroide 50413 Petrginz amb el seu nom.